# Mr Day
Mr Day est un auteur-compositeur-interprète français originaire de Lyon en France.

## Biographie
Eric Duperray Aka "Mr Day" est présent sur la scène musicale depuis les années 1990 : fondateur du groupe Kool Kats Club, il s'illustre avec un rythm n blues, soul revisité, sur la scène Acid Jazz alors florissante et joue à plusieurs reprises en première partie de groupes comme Corduroy, Mother Earth, enregistrent un premier EP "Inamoodtogo" à Londres en 1996. On peut le retrouver ensuite à l'occasion de featuring sur de nombreux maxis Deep House Soul sur le label Rotax, il sort deux albums avec Pascal Rioux sur le label écossais Glasgow Underground, sous le nom de Pascal & Mr Day, High Flying en 2000 et The Lure Of Melody 2002. Le titre Place Is Rockin’, reprise des Isley Brothers, est sélectionné par Dimitri From Paris sur la première compilation Night at the Playboy Mansion et Salvation figure sur l' Hotel Costes de Stéphane Pompougnac. 
Il participe ensuite au projet de Patchworks, Stephane Ronget et Benjamin Devigne, et sort deux albums du Metropolitan Jazz Affair, 
Il travaille alors avec Patchworks, ils montent ensemble le premier groupe live de Mr Day, ainsi que le groupe reggae soul The Dynamics avec Stevie Levi, Sandra Mounam, Eric Flab Master Flab True, et sortent deux albums Version Excursions en 2007 sur le label Groove Attack et 180000 miles and Counting en 2011 sur Big Single . Les Dynamics tournent pendant près de 10 ans en Europe au aux Japon, participent à de nombreux festivals parmi lesquels Glastonbury (UK) en co plateau avec lady Gaga, London Lovebox festival (UK), Sudoeste (pt) festival au côté des Chemical Brothers, Tindersticks et Goldfrapp, Garorock(FR) avec Toots And The maytals, Freedom Sounds Festival (DE) , Vale Earth Fair Festival (UK) with Asian Dub Foundation, Trasimeno blues festival (IT), Reggae Sun Ska (FR) , Spraoi festival (IR) , 
Mr Day désigne à la fois le groupe live, et Eric Duperray, chanteur, guitariste et principal compositeur pour le groupe. Sur l'origine du nom du groupe Eric déclare:
« C’est un simplement un diminutif de mon patronyme, qui bien sûr évoque sciemment aussi bien en effet le titre de Coltrane, le Lady Day and John Coltrane de Gil Scott Heron, ou Graham Day des Prisoners, le Dancing With Mr D des Stones, autrement dit le large spectre musical qui m’occupe. Le pseudo vient des années du label Rotax, qui a fait un bout de chemin dans la scène soulful house à la fin des années 90, Pascal a monté depuis Favorite Recordings sur lequel nous sortons nos disques aujourd’hui ».
Mr Day sort deux albums et des singles, Small Fry en 2010 et Dry Up In The Sun en 2012, salués par la critique, Forgotten Realms le single entre en playlist sur France Inter, Radio Nova, France Info, de nombreuses radio de la FerraRock et Iastar Radio Meuh.
En 2015, Mr Day fait l'ouverture de Pharell Williams au Théâtre antique sur la scène principale du festival Jazz à Vienne. Laurent Garnier (DJ de Le Mouv’) dit de M. Day : « If only more rock bands could be as good as this ...!!! Simply brilliant ».

## Réception critique
- Gilles Peterson : « I Love Forgotten Realms !!! »
- Craig Charles (BBC6) : « Breezy, inspiring, fresh, I think it is magnificent! ».
- L’Express: « Mr Day prouve que le made in France peut aussi s’appliquer à la Soul. Chapeau messieurs ! ».
- Vibrations: « La prouesse est pour eux, le bonheur est pour nous ».
- Metro : « Fusion entre cuivres brûlants et guitares ennivrantes, le répertoire des Lyonnais de Mr Day force l’admiration ».
- Mowno : « Sa soul vintage, pure et authentique est irréelle de grâce ».
- Wegofunk: « Alors, si par « pop » il faut entendre cette capacité à écrire des morceaux efficaces qui se greffent dans les tympans et peinent à en sortir. Si par « pop » il faut comprendre que Mr Day possède la faculté de faire un album qui s’écoute encore et encore et dont les airs très abordables ne sont en fait que la porte d’entrée vers une production fournie en arrangements subtils, alors là d’accord ».
- L’Independant: « C’est donc dans un grand chaudron magique que Mr Day concocte un menu jouissif à la sauce rhythm’n'soul ».

## Membres
- Eric Duperray, aka. Mr Day (chant, guitare)

Précurseur sur la scène française, c’est aujourd’hui un chanteur  reconnu sur les scènes deep house et soul. Influencé notamment par Smokey Robinson ou Curtis Mayfield, il fait également partie du groupe soul reggae The Dynamics, et d'Automatic City, groupe de raw blues.

## Discographie
- Automatic City - "Triple Ripple" - Wita records -  2019
- Automatic City - "Bongoes and Tremoloes" reissue - Wita records - 2018
- Automatic City - "Bongoes and Tremoloes" - Stag O Lee - 2017
- Automatic City - "One Batch Of Blues" - Stag O Lee - 2016
- Mr Day - "Dry Up In the Sun" - LP - Favorite Recordings - 2012
- The Dynamics – 180 000 Miles And Counting - big Single 2011
- Mr Day - "Small Fry" - LP – Favorite Recordings - 2010
- Mr Day - "If I Can Love You" EP – Favorite Recordings - 2009
- Mr Day / The Dynamics - "Tears of Joy" EP - Favorite Recordings - 2009
- Mr Day - "Soul On Wax" EP - Favorite Recordings - 2007
- The Dynamics - "Version Excursion" LP - Groove Attack Productions, Big Single, Favorite Recordings - 2007
- Metropolitan Jazz Affair - "Bird of Spring" - LP - Infracom - 2007
- Metropolitan Jazz Affair - "Find A Way" EP - Infracom – 2007
- Mr Président feat Mr Day - "Love and Happiness" EP - Favorite Recordings – 2007
- Mr Day - Get your point Over EP - favorite recordings - 2007
- Patchworks Ginger Xpress - "Brothers On the Slide" -Still Music - 2006
- Patchworks & Mr Day- "Deep Ocean" EP - Still Music – 2005
- The Evergreen - "Food For Soul" - Acid Jazz – 2004
- Pascal Rioux Featuring Mr. Day - Golden Days - Rotax 2004
- Metropolitan Jazz Affair - "MJA" - LP - Le Maquis – 2003
- Mr Day - Big C.T / Soul On Wax - EP - Rotax - 2002
- Pascal Rioux & Mr Day - "The Lure Of Melody" - LP – Glasgow Underground – 2001
- Pascal* & Livo & Mr. Day - Vision Of A New World – Rotax - 2001
- Pascal Rioux & Mr Day - "High Flying" - LP - Glasgow Underground – 2000
- Mr Day - "Curtis" EP - Rotax – 1999
- Pascal* feat. Mister Day* - Salvation EP - 1999
- The Kool Kats Club - "Inamoodtogo" EP – 1994

## Album
Le premier album sorti en 2010 intitulé 'Small Fry', a été enregistré live avec les musiciens qui l’accompagnent sur scène. Small Fry évoque les classiques de la musique soul (comme Curtis Mayfield à la Motown, de la West Coast à la Northern soul). Le producteur Patchworks prétend à ce sujet:
" avoir voulu un album profond, ambitieux et complet, à la hauteur du talent de Mr Day. "
Trois reprises figurent également sur l'album entre la pop du Spooky de Dusty Springfied et Get your Point Over de Sebastian Williams, ainsi que le morceau Bang a Gong (Get It On) de T. Rex.
Leur second album, Dry up in the sun est sorti en avril 2012 sous le label Favorite Recordings.

## Apparitions télévisées
- Télé Lyon Métropole dans l'émission Côté Scène le 16 avril 2010[10]
- France 5 dans l'émission Teum Teum le 26 novembre 2009[11]

## Influences
Interrogés sur leurs influences, Bruno et Eric déclarent : « il y a plus que de sérieux clins d’yeux à la scène mods, même s'il n’y a pas forcément de volonté d’adhésion littérale à tous ses codes, Le large ensemble de ce qui compose cette culture reste une source inépuisable d’inspiration et de curiosité, une sorte de terrain de jeux favori entre l’Amérique du Jazz, les Beatniks des 50′s, Rome, les costumes et les Vespa de la Dolce Vita, le Paris de Saint Germain, de la Nouvelle Vague, le Swinging London des 60′s qui importe et recompose à sa manière les musiques américaines, le Blues, Rythm’n'blues, le Rock’n'Roll la Soul et aussi les sons jamaïcains… ».

## Publicité
Le morceau Soulfood sert de musique à la nouvelle campagne TV internationale de Nescafé Dolce Gusto.